# Bolesław Fijałkowski

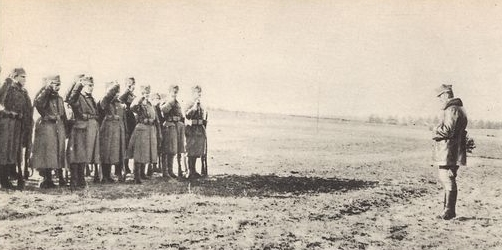
Por. B. Fijałkowski odbiera przysięgę

Bolesław Antoni Fijałkowski (ur. 2 maja 1891 w Bobrownikach Małych, zm. po 18 marca 1940) – pułkownik piechoty Wojska Polskiego, działacz niepodległościowy, kawaler Orderu Virtuti Militari, inżynier.

## Życiorys
Urodził się 2 maja 1891 w Bobrownikach Małych, w ówczesnym powiecie tarnowskim Królestwa Galicji i Lodomerii, w rodzinie Bolesława Grzegorza Fijałkowskiego vel Fiałkowskiego (1847–1894), powstańca styczniowego, kierownika gorzelni Bobrowniki–Bogumiłowice i Bronisławy z Dudzińskich. Był bratem Emilii Klementyny Łabędzkiej (ur. 1877) i Jana. Był także bratankiem Piotra Fiałkowskiego (1854–1919), podpułkownika, komendanta Legionu Wschodniego. W latach 1906–1909 uczęszczał do c. k. I Wyższej Szkoły Realnej we Lwowie. Świadectwo dojrzałości otrzymał po złożeniu ustnego egzaminu w terminie zimowym (15–17 lutego 1910).
W sierpniu 1914 wstąpił do Legionu Wschodniego, a po jego rozwiązaniu do 3 pułku piechoty Legionów Polskich. Pełnił w tym oddziale między innymi funkcję adiutanta dowódcy pułku, Henryka Minkiewicza. 18 października 1914 został mianowany podporucznikiem, a 25 czerwca 1915 awansowany na porucznika piechoty. W czerwcu 1915, po odniesionej kontuzji w Besarabii był leczony w Szpitalu Rezerwowym Nr 1 Stiftskas w Wiedniu. 6 lipca 1916 w bitwie pod Kostiuchnówką dostał się do rosyjskiej niewoli pod wsią Wołczeck. Przebywał w Mikołajewsku, w guberni samarskiej. W 1917 zbiegł z niewoli i wrócił do macierzystego pułku, w którym objął dowództwo kompanii. Po kryzysie przysięgowym (lipiec 1917) służył w Polskim Korpusie Posiłkowym. Po bitwie pod Rarańczą (15–16 lutego 1918) internowany, a następnie wcielony do armii austro-węgierskiej i odesłany na front włoski do Udine.
8 listopada 1918 został przyjęty do Wojska Polskiego z zatwierdzeniem posiadanego stopnia porucznika. Tego samego dnia Rada Regencyjna mianowała go kapitanem ze starszeństwem z 12 października 1918. Początkowo pełnił służbę w Dowództwie Okręgu Generalnego Lublin. 11 czerwca 1920 został zatwierdzony z dniem 1 kwietnia 1920 w stopniu podpułkownika, w piechocie, w grupie oficerów byłej armii gen. Hallera. Pełnił wówczas służbę w Dowództwie 1 Armii. 25 lipca 1920 objął dowództwo 54 pułku piechoty i sprawował je do zakończenia wojny z bolszewikami. Po zakończeniu działań wojennych został „odkomenderowany” na Politechnikę Lwowską, w celu ukończenia studiów, pozostając oficerem nadetatowym 54 pp. 3 maja 1922 został zweryfikowany w stopniu podpułkownika ze starszeństwem od 1 czerwca 1919 i 114. lokatą w korpusie oficerów piechoty. Z dniem 15 października 1923, po zakończeniu studiów i uzyskaniu tytułu inżyniera, został przeniesiony do 42 pułku piechoty w Białymstoku na stanowisko dowódcy pułku. 1 grudnia 1924 prezydent RP nadał mu stopień pułkownika z dniem 15 sierpnia 1924 i 7. lokatą w korpusie oficerów piechoty.
W maju 1926 przeniesiony do Korpusu Ochrony Pogranicza i mianowany dowódcą 2 Brygady Ochrony Pogranicza w Baranowiczach. W lipcu tego roku został przesunięty na stanowisko dowódcy 5 Brygady Ochrony Pogranicza w Łachwie. W lipcu 1928 został przeniesiony z KOP i mianowany dowódcą piechoty dywizyjnej 23 Dywizji Piechoty w Katowicach. W międzyczasie, od 6 grudnia 1929 do 10 lipca 1930, był słuchaczem IV Kursu Centrum Wyższych Studiów Wojskowych w Warszawie. W październiku 1931 został przeniesiony do 3 Dywizji Piechoty Legionów w Zamościu na stanowisko dowódca piechoty dywizyjnej. W październiku 1935 został zwolniony z zajmowanego stanowiska, a później przeniesiony do Dowództwa Okręgu Korpusu Nr VI we Lwowie na stanowisko pomocnika dowódcy okręgu. Obowiązki na tym stanowisku pełnił do września 1939. Po przeniesieniu Mariana Czerniewskiego w stan spoczynku (31 sierpnia 1935) został najstarszym pod względem starszeństwa pułkownikiem piechoty służby stałej.
W czasie kampanii wrześniowej dowodził obroną Lwowa (w dniach 10–11 września) oraz wykonywał obowiązki zastępcy dowódcy Grupy Obrony Lwowa (w dniach 12–22 września). Po kapitulacji załogi miasta aresztowany przez funkcjonariuszy NKWD i osadzony w obozie w Starobielsku, gdzie przebywał od 23 października 1939 do 18 marca 1940 (figuruje na tzw. liście Gajdideja). Dalsze losy Bolesława Fijałkowskiego nie są znane; jego nazwiska nie ma na żadnej z dotychczas ujawnionych list ofiar zbrodni katyńskiej, jednak polski autor Tadeusz Kisielewski uznaje go za jedną z ofiar tej zbrodni.
3 grudnia 1921 ożenił się z Anną ze Skibniewskich (1898–1964), córką Bogumiła i Marii z Trzebińskich oraz siostrą Tadeusza (1889–1952), rotmistrza rezerwy Wojska Polskiego i Bogumiła (1891–1945), majora artylerii rezerwy Wojska Polskiego.

## Ordery i odznaczenia
- Krzyż Srebrny Orderu Wojskowego Virtuti Militari nr 1164[42]– 26 marca 1921[43][44]
- Krzyż Niepodległości – 9 listopada 1931 „za pracę w dziele odzyskania niepodległości”[45][46]
- Krzyż Oficerski Orderu Odrodzenia Polski – 11 listopada 1934 „za zasługi w służbie wojskowej”[47][48]
- Krzyż Walecznych czterokrotnie[49][50] (po raz 1 i 2 w 1921, „w zamian za otrzymaną wstążeczkę biało-amarantową b. armii gen. Hallera”[51])
- Złoty Krzyż Zasługi po raz pierwszy – 5 kwietnia 1928 „za zasługi przy organizacji Korpusu Ochrony Pogranicza”[52][53]
- Złoty Krzyż Zasługi po raz drugi – 1938 „za zasługi na polu pracy społecznej”[54]
- Medal Pamiątkowy za Wojnę 1918–1921[55]
- Medal Dziesięciolecia Odzyskanej Niepodległości[55]
- Medal Zwycięstwa[49]